# Eccoptura xanthenes
Eccoptura xanthenes är en bäcksländeart som först beskrevs av Newman 1838.  Eccoptura xanthenes ingår i släktet Eccoptura och familjen jättebäcksländor. Inga underarter finns listade i Catalogue of Life.